# Jannis Peter
Jannis Peter (Gera, 30 ottobre 2000) è un ciclista su strada e pistard tedesco che corre per il Team Vorarlberg. Attivo in formazioni UCI dal 2019, nel 2022 è stato campione nazionale Under-23 su strada.

## Palmarès

### Strada
- 2022 (P&S Benotti, una vittoria)

Campionati tedeschi, Prova in linea Under-23
- 2025 (Team Vorarlberg, due vittorie)

4ª tappa Oberösterreich Rundfahrt (St. Florian/Asten > Hinterstoder)
4ª tappa Giro della Repubblica Ceca (Kroměříž > Pustevny)

### Pista
- 2017 (Juniores)

Campionati tedeschi, Inseguimento a squadre Junior (con Max Gehrmann, Johannes Banzer e Michel Aschenbrenner)
- 2018 (Juniores)

Campionati tedeschi, Inseguimento individuale Junior
Campionati tedeschi, Inseguimento a squadre Junior (con Max Gehrmann, Milan Henkelmann e Luca Rohde)

## Piazzamenti

### Competizioni mondiali
- Campionati del mondo su pista

Aigle 2018 - Inseguimento a squadre Junior: 10º
Aigle 2018 - Inseguimento individuale Junior: 15º
- Campionati del mondo su strada

Wollongong 2022 - In linea Under-23: 64º

### Competizioni continentali
- Campionati europei su pista

Aigle 2018 - Inseguimento a squadre Juniores: 3º
Aigle 2018 - Inseguimento individuale Juniores: 6º
- Campionati europei su strada

Alkmaar 2019 - Cronometro Under-23: 37º
Alkmaar 2019 - In linea Under-23: ritirato
Anadia 2022 - In linea Under-23: 47º